# Tanganoides clarkei
Tanganoides clarkei är en spindelart som först beskrevs av Davies 2003.  Tanganoides clarkei ingår i släktet Tanganoides och familjen Amphinectidae.
Artens utbredningsområde är Tasmanien. Inga underarter finns listade i Catalogue of Life.